# Lauxania oblonga
Lauxania oblonga är en tvåvingeart som beskrevs av Friedrich Hermann Loew 1862. Lauxania oblonga ingår i släktet Lauxania och familjen lövflugor. Inga underarter finns listade i Catalogue of Life.